# Marinebefehlshaber Kanalküste

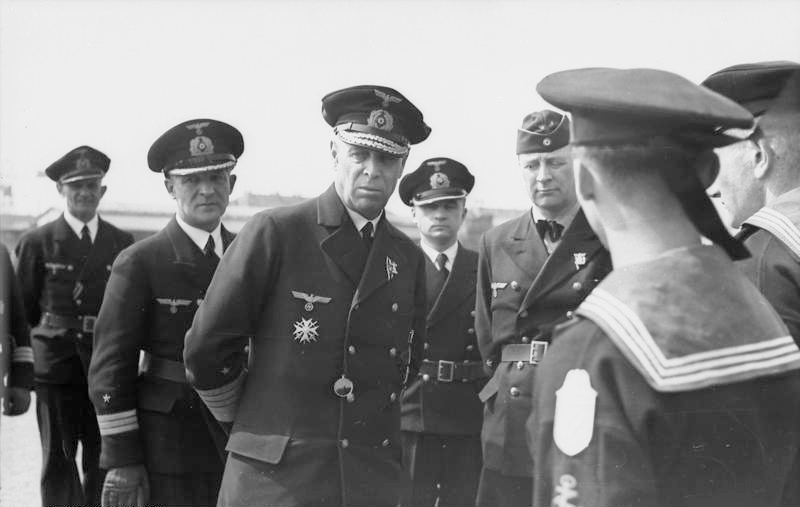
Der Marinebefehlshaber Kanalküste, Admiral Hermann von Fischel, bei einer Inspektion im September 1941

Marinebefehlshaber Kanalküste war die Bezeichnung einer militärischen Dienststelle der deutschen Kriegsmarine und ihres Befehlshabers. Sie entstand im Juli 1940 durch Ausgliederung des nordöstlichen Teils des Befehlsbereichs des Marinebefehlshabers Nordfrankreich und hatte zunächst ihren Sitz in Wimille, etwa drei Kilometer nördlich von Boulogne-sur-Mer. Der Befehlsbereich umfasste zunächst die französische Kanalküste östlich der Somme-Mündung und die belgische Küste mit Ausnahme Antwerpens, das zum Befehlsbereich des Kommandierenden Admirals in den Niederlanden gehörte.
Bereits im Februar 1941 wurden die beiden Befehlsbereiche wieder vereinigt, wobei die Dienststelle des Marinebefehlshabers Nordfrankreich aufgelöst wurde. An seiner Stelle übernahm der Stab des Marinebefehlshabers Kanalküste unter Beibehaltung seiner Bezeichnung die Führung des gesamten Befehlsbereichs und das Stabsquartier in Trouville. Bei dieser Reorganisation wurde die Westgrenze des Bereichs an die Mündung der Rance bei Saint-Malo verschoben.
Im Spätsommer 1942 verlegte der Marinebefehlshaber sein Stabsquartier nach Rouen. Am 1. Februar 1943 wurde die Bezeichnung in Kommandierender Admiral Kanalküste geändert. Nach der Landung der Alliierten in der Normandie wurde die Dienststelle im September 1944 aufgelöst. Die Festungen, die sich nicht ergaben und weiter Widerstand leisteten, wurden dem Marineoberkommando West unterstellt.

## Organisation

### Juli 1940 bis Februar 1941
Die Organisation im Bereich Kanalküste unterschied sich zunächst dahingehend von anderen Kommandobereichen, dass die Seekommandanten die Marineartillerie führten, nicht jedoch die Hafenkommandanten und -kapitäne, die dem Marinebefehlshaber direkt unterstellt waren. Der Marinebefehlshaber Kanalküste führte somit folgende Dienststellen unmittelbar:
- Kommandant der Seeverteidigung Flandern
- Kommandant der Seeverteidigung Pas de Calais
- Hafenschutzflottille Kanalküste
- Hafenkommandant Zeebrügge-Blankenberge
- Hafenkommandant Ostende
- Hafenkommandant Nieuwpoort
- Hafenkommandant Dünkirchen
- Hafenkommandant Gravelines
- Hafenkommandant Calais
- Hafenkommandant Boulogne
- Marinebaubataillon 316 (Boulogne)
- Kriegsmarinedienststelle Ostende
- Kriegsmarinedienststelle Dünkirchen
- Kriegsmarinedienststelle Boulogne
- Marineartilleriezeugamt (MAZA) Boulogne (im Juni 1940 als MAZA Nordfrankreich aufgestellt, ab August 1940 MAZA Kanalküste, ab November MAZA Boulogne)

### Februar bis Dezember 1941
Anlässlich der Zusammenführung der Befehlsbereiche Kanalküste und Nordfrankreich im Februar 1941 wurde der unterstellte Bereich vergrößert und reorganisiert. Die bisherigen Seekommandanten erhielten zunächst die Bezeichnung Marineartillerieabschnittskommandeur, die noch im Februar 1941 in Marineartilleriekommandeur im Abschnitt geändert wurde. Die größeren Hafenkommandanturen wurden zu Seekommandanturen aufgewertet. Damit unterstanden dem Marinebefehlshaber nunmehr folgende Stellen:
- Kommandant der Seeverteidigung Ostende
- Kommandant der Seeverteidigung Dünkirchen
- Kommandant der Seeverteidigung Calais
- Kommandant der Seeverteidigung Boulogne
- Kommandant der Seeverteidigung Le Havre
- Kommandant der Seeverteidigung Cherbourg
- Marineartilleriekommandeur Flandern
- Marineartilleriekommandeur Pas de Calais
- Marineartilleriekommandeur Normandie
- Marineartilleriekommandeur Seine-Somme
- Marinebaubataillon 316 (Boulogne)
- Kriegsmarinedienststelle Ostende
- Kriegsmarinedienststelle Dünkirchen, bis Mai 1941
- Marineartilleriezeugamt Boulogne

### Dezember 1941 bis September 1944
Ende 1941 wurde die Organisation im Befehlsbereich Kanalküste erheblich gestrafft. Mehrere Seekommandanturen wurden zusammengefasst und die Artilleriekommandos wurden in die Seekommandanturen integriert. in einem letzten Schritt wurden im Juli 1942 die Kanalinseln aus dem Bereich des Seekommandanten Normandie ausgegliedert und einer eigenen Seekommandantur zugeordnet. Damit unterstanden dem Marinebefehlshaber, ab Februar 1943 Kommandierenden Admirals Kanalküste, folgende Stellen:
- Kommandant der Seeverteidigung Pas de Calais (Wimille)
- Kommandant der Seeverteidigung Seine-Somme (Le Havre)
- Kommandant der Seeverteidigung Normandie (Cherbourg)
- Kommandant der Seeverteidigung Kanalinseln (Saint Peter Port, Guernsey), ab Juli 1942
- 2. Funkmessabteilung (Wimille), ab Juni 1942
- 20. Marinekraftfahrabteilung (Rouen), ab August 1942

## Chronik einzelner Dienststellen

### Kommandanten der Seeverteidigung

#### Kommandant der Seeverteidigung Boulogne
Die Dienststelle ging im Februar 1941 aus der des Hafenkommandanten Boulogne hervor, dessen Aufgaben sie weiterhin wahrnahm. Bereits im Dezember 1941 wurde sie wieder zu einer Hafenkommandantur zurückgestuft und dem neu eingerichteten Kommandanten der Seeverteidigung Pas de Calais unterstellt.

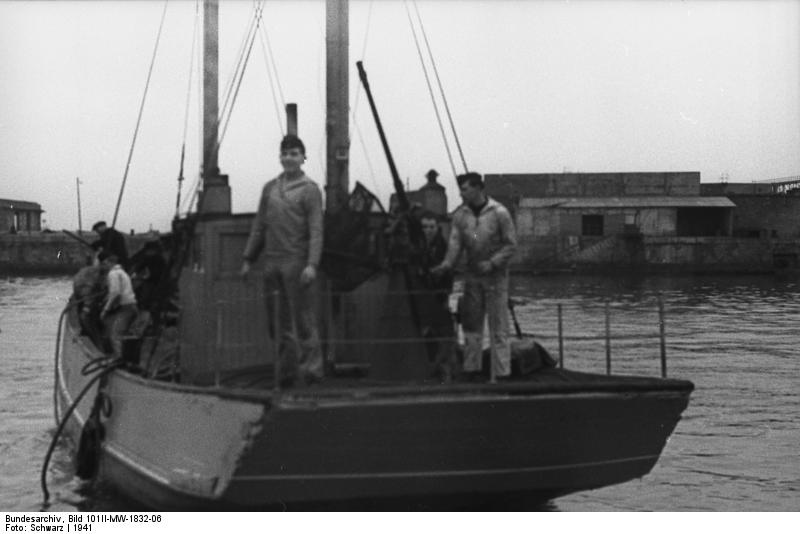
Ein als Hafenschutzboot der Kriegsmarine requiriertes französisches Fischerboot

Unterstellte Stellen
- Hafenschutzflottille Boulogne
- Hafenkapitän Étaples
- Hafenkapitän Abbeville
- Marineausrüstungsstelle Boulogne

Seekommandant
- Kapitän zur See Friedrich Frisius

#### Kommandant der Seeverteidigung Calais

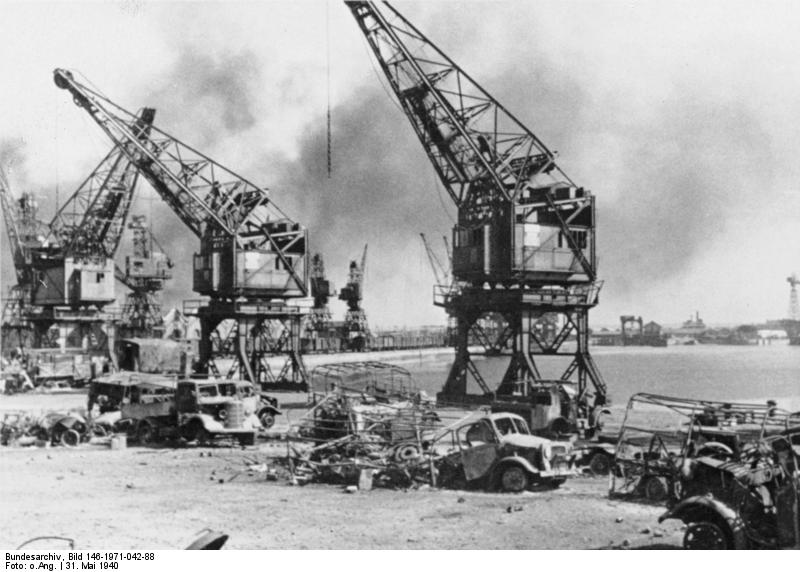
Im Hafen von Calais zurückgelassenes Kriegsgerät nach dem britischen Rückzug aus Frankreich (31. Mai 1940)

Die Dienststelle ging im Februar 1941 aus der des Hafenkommandanten Calais hervor, dessen Aufgaben sie weiterhin wahrnahm. Bereits im Dezember 1941 wurde sie wieder zu einer Hafenkommandantur zurückgestuft und dem neu eingerichteten Kommandanten der Seeverteidigung Pas de Calais unterstellt.
Unterstellte Stellen
- Hafenkapitän Gravelines
- Marineausrüstungsstelle Calais

Seekommandant
- Kapitän zur See Ernst Fischer

#### Kommandant der Seeverteidigung Cherbourg/Normandie
→Kommandant der Seeverteidigung Normandie

#### Kommandant der Seeverteidigung Dünkirchen
Die Dienststelle ging im Februar 1941 aus der des Hafenkommandanten Dünkirchen hervor, dessen Aufgaben sie weiterhin wahrnahm. Bereits im Dezember 1941 wurde sie wieder zu einer Hafenkommandantur zurückgestuft und dem neu eingerichteten Kommandanten der Seeverteidigung Pas de Calais unterstellt. Dieser übernahm wiederum im Oktober 1944 die Funktion des Festungskommandanten Dünkirchen.
Unterstellte Stellen
- Hafenschutzflottille Dünkirchen
- Marineausrüstungs-/Versorgungsstelle Boulogne

Seekommandant
- Fregattenkapitän Karl Schneider

#### Kommandant der Seeverteidigung Flandern
→Marineartilleriekommandeur Flandern

#### Kommandant der Seeverteidigung Kanalinseln
Geschichte
Der Befehlsbereich des Kommandanten der Seeverteidigung Kanalinseln wurde im Juli 1942 aus der Seekommandantur Normandie ausgegliedert. Der Dienstsitz des Seekommandanten befand sich auf Guernsey. Die Kanalinseln blieben bis zum Kriegsende in deutscher Hand und kapitulierten am 9. Mai 1945.
Seekommandanten
- Kapitän zur See Julius Steinbach, Juli 1942 – Juli 1944
- Vizeadmiral Friedrich Hüffmeier, Juli 1944 – Mai 1945

#### Kommandant der Seeverteidigung Le Havre
→Kommandant der Seeverteidigung Seine-Somme

#### Kommandant der Seeverteidigung Normandie

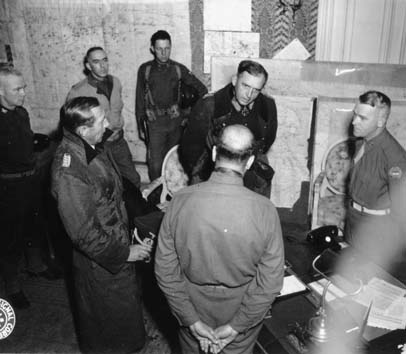
Konteradmiral Walter Hennecke, Generalleutnant Karl-Wilhelm von Schlieben (Mitte) und Generalmajor J. Lawton Collins bei der offiziellen Kapitulation Cherbourgs am 26. Juni 1944

Die Dienststelle des Seekommandanten Cherbourg/Normandie wurde erstmals im Juli 1940 eingerichtet und führte ausschließlich Marineartillerieeinheiten. Sie wurde im Februar 1941 in Marineartilleriekommandeur Normandie umbenannt. Zugleich wurde die Dienststelle des Seekommandanten Cherbourg eingerichtet. Im Dezember 1941 wurde eine neue Dienststelle mit der Bezeichnung Kommandant der Seeverteidigung Normandie mit Stabsquartier in Cherbourg geschaffen, wobei der bisherige Artilleriekommandeur der aufgelösten Dienststelle des Marineartilleriekommandeur Normandie die Aufgabe des Seekommandanten übernahm. Der Zuständigkeitsbereich erstreckte sich somit von der Orne bis Rande. Im Juli 1942 wurde der Bereich der Kanalinseln ausgegliedert und der neuen Dienststelle Kommandant der Seeverteidigung Kanalinseln unterstellt. Im Juli 1944 entfiel der Befehlsbereich nach der Landung der Alliierten in der Normandie.
Unterstellte Stellen
- Hafenkommandant Cherbourg
  - Hafenschutzflottille Cherbourg
  - Marineausrüstungsstelle, ab 1941 Marineausrüstung- und Reparaturbetrieb (Maureb) Cherbourg
- Hafenkommandant Granville
- Hafenkommandant Saint-Malo
  - Marineausrüstungs- und Versorgungsstelle Saint-Malo (fachlich unter Maureb Cherbourg)
- 22. Marinekraftfahrabteilung (Cherbourg)
- Seetransportchef Saint-Malo: von Mai 1942 bis Mai 1943 Kapitän zur See Max Lutter
- Marineartilleriezeugamt Cherbourg (ab 1943 Marineartilleriearsenal Cherbourg)
- Hafenkommandanten Jersey, Guernsey und Alderney, ab Juli dem →Kommandant der Seeverteidigung Kanalinseln unterstellt

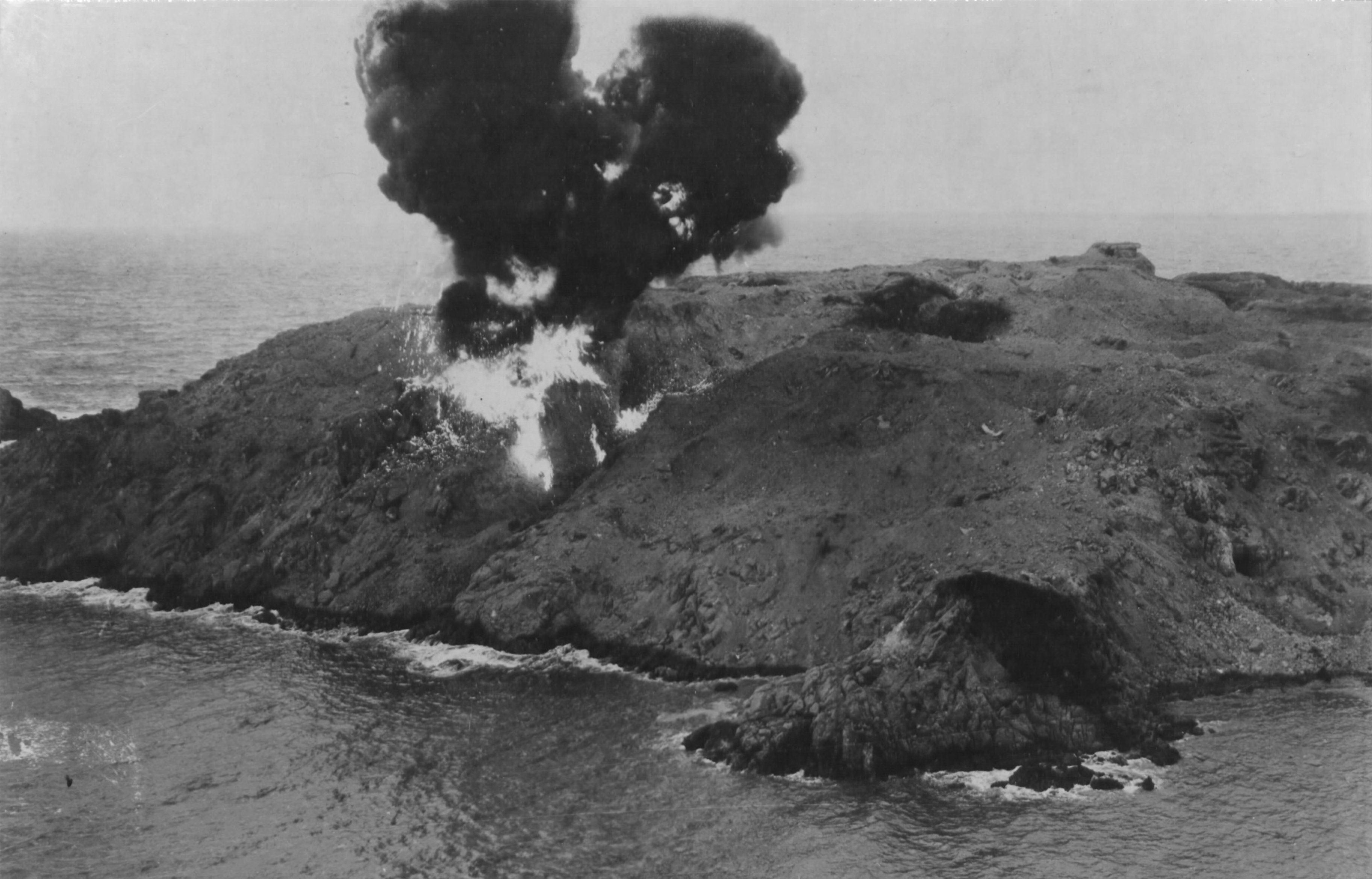
Bombardierung deutscher Artilleriestellungen der Marineartillerieabteilung 608 auf der Île de Cézembre, August 1944

- Marineartillerieabteilungen des vormaligen Marineartilleriekommandeurs Normandie, ab Dezember 1941

Seekommandanten
- Kapitän zur See Werner Stichling, Juni – Juli 1940
- Korvettenkapitän Joachim Asmus, August – Dezember 1940
- Kapitän zur See Max Fink, Dezember 1940 – April 1943 (Februar – Dezember 1941 Marineartilleriekommandeur Normandie)
- Konteradmiral Walter Hennecke, April 1943 – Juni 1944

#### Kommandant der Seeverteidigung Ostende
Die Dienststelle ging im Februar 1941 aus der des Hafenkommandanten Boulogne hervor, dessen Aufgaben sie weiterhin wahrnahm. Bereits im Dezember 1941 wurde sie wieder zu einer Hafenkommandantur zurückgestuft und dem neu eingerichteten Kommandanten der Seeverteidigung Pas de Calais unterstellt.
Unterstellte Stellen
- Hafenschutzflottille Ostende
- Hafenkommandant Zeebrügge-Blankenberge
- Hafenkommandant Nieuport
- Marineausrüstungs- und Versorgungsstelle Ostende
- Marineausrüstungsstelle Niesport

Seekommandant
- Kapitän zur See Johannes-Henning Schneider

#### Kommandant der Seeverteidigung Pas de Calais
Die Dienststelle des Seekommandanten Pas de Calais wurde erstmals im Juli 1940 eingerichtet und führte ausschließlich Marineartillerieeinheiten. Sie wurde im Februar 1941 in Marineartilleriekommandeur Pas de Calais umbenannt.
Im Dezember 1941 wurde eine neue Dienststelle mit der gleichen Bezeichnung geschaffen, unter der die Bereiche der bisherigen Seekommandanten Ostende, Dünkirchen, Calais und Boulogne zusammengefasst wurden. Der Zuständigkeitsbereich erstreckte sich somit von der Somme im Südwesten bis an die belgisch-niederländische Grenze mit Ausnahme Antwerpens, das dem Seekommandanten Südholland zugeteilt war. Im Herbst 1943 wurde diese Grenze zurückgenommen, um die gesamte Scheidemündung in die Verantwortung des Seekommandanten Südholland zu geben. Stabssitz war zunächst Wimille, nach der Invasion im Juni 1944 Dünkirchen. Im September 1944 war lediglich noch die Stadt Dünkirchen in deutscher Hand, und der Seekommandant übernahm die Funktion des Festungskommandanten. Ihm war der Hafenkommandant Dünkirchen unterstellt. Im Folgemonat wurde die Dienststelle des Seekommandanten aufgelöst.
Unterstellte Stellen
- Hafenkommandant Zeebrügge
- Hafenkommandant Ostende
  - Hafenschutzflottille Ostende
  - Marineausrüstungsstelle Ostende
  - Marineausrüstungsstelle Nieuport
- Hafenkommandant Dünkirchen
  - Marineausrüstungs- und Versorgungsstelle Dünkirchen
  - Hafenschutzflottille Dünkirchen
- Hafenkommandant Gravelines, im November 1942 herabgestuft zum Hafenkapitän
- Hafenkommandant Calais
  - Marineausrüstungsstelle Calais
- Hafenkommandant Boulogne
  - Hafenschutzflottille Boulogne
  - Marineausrüstungsstelle Boulogne
- Marinefestungspionierbataillon 316, im Dezember 1942 nach Südfrankreich verlegt
- Marinepeilabteilung Flandern (Brügge, ab Mai 1944 Brüssel)
- 1. Marinefunkmessabteilung (De Haan), fachlich dem Höheren Kommandeur der Nachrichtenschulen unterstellt.
- 18. Marinekraftfahrabteilung, ab Mai 1942
- Kriegsmarinedienststelle Ostende, ab Januar 1942 Seebefehlsstelle Ostende
- Marineartilleriezeugamt Nordfrankreich, ab August 1940 Marineartilleriezeugamt Kanalküste, ab November 1940 Marineartilleriezeugamt Boulogne, ab 1943 Marineartilleriearsenal Boulogne
- Marineartilleriekommandeur Pas de Calais (bis 1942, anschließend direkte Unterstellung von dessen Marineartillerieabteilungen und derer des vormaligen Marineartilleriekommandeurs Pas de Calais)

Seekommandant Pas de Calais/Festungskommandant Dünkirchen
- Konteradmiral Friedrich Frisius

#### Kommandant der Seeverteidigung Seine-Somme
Die Dienststelle des Seekommandanten Seine-Somme wurde erstmals im Juli 1940 eingerichtet und führte ausschließlich Marineartillerieeinheiten. Sie wurde im Februar 1941 in Seine-Somme umbenannt.
Im Februar 1941 wurde eine neue Dienststelle unter der Bezeichnung Kommandant der Seeverteidigung Le Havre aufgestellt. Der Befehlsbereich lag zwischen der Somme- und der Orne-Mündung. In diesem Bereich führte der Seekommandant Le Havre die Hafenkommandanten, während die Marineartillerie dem Marineartilleriekommandeur Seine-Summe unterstand. Nach Auflösung dieser Dienststelle im Dezember 1941 wurden die Artilleriekräfte dem Seekommandanten direkt unterstellt und dessen Bezeichnung in Kommandant der Seeverteidigung Seine-Somme geändert. Er fiel mit seinem Stabsquartier in Le Havre im September 1944 in alliierte Gefangenschaft.
Unterstellte Stellen
- Hafenkommandant Le Tréport
  - Marineausrüstungsstelle Le Tréport, aufgelöst April 1941
- Hafenkommandant Dieppe
  - Marineausrüstungsstelle Dieppe
- Hafenkommandant Fécamp
- Hafenkommandant Le Havre
  - Marineausrüstungs- und Versorgungsstelle Le Havre
  - Hafenschutzflottille Le Havre
- Hafenkommandant Rouen
- Hafenkommandant Trouville, später zum Hafenkapitän herabgestuft
- Hafenkommandant Caen, später zum Hafenkapitän herabgestuft
- Marineartillerieabteilungen des vormaligen Marineartilleriekommandeurs Seine-Summe, ab Dezember 1941

Seekommandanten
- Korvettenkapitän Wolfgang Kähler, August bis Oktober 1940
- Kapitän zur See Walter Mulsow, Oktober 1940 bis Februar 1941
- Kapitän zur See Bernhard Liebetanz, Februar 1941 – August 1942
- Konteradmiral Hans-Udo von Tresckow, August 1942 – September 1944

### Marineartillerie
Nach der Besetzung der französischen Küste ließ die Kriegsmarine durch die Organisation Todt zahlreiche Artilleriestellungen bauen, die einen Teil des Atlantikwalls bildeten.

#### Marineartilleriekommandeur Flandern

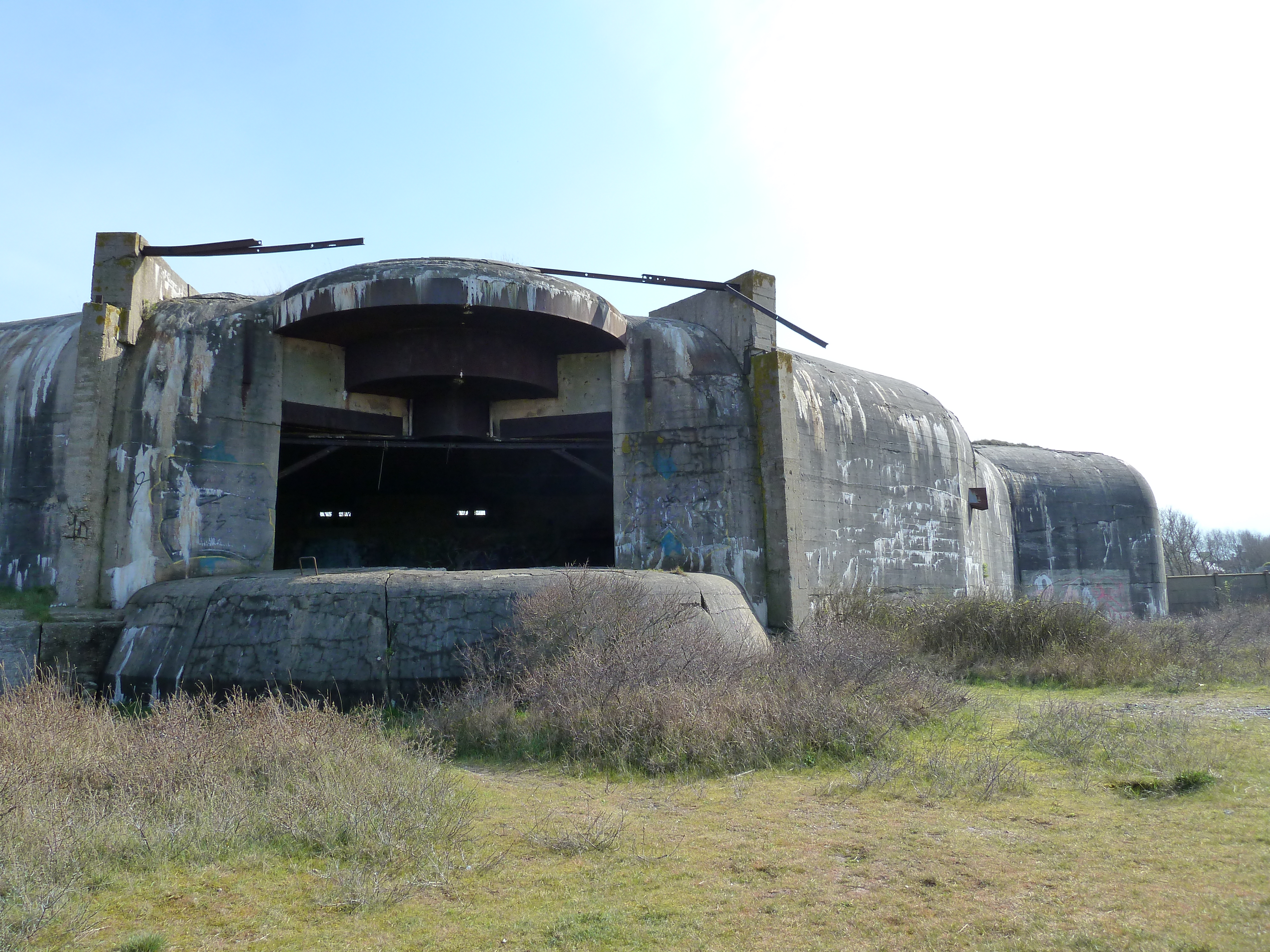
Batterie Oldenburg der Marineartillerieabteilung 244 in Calais

Die Dienststelle wurde im Juli 1940 mit der Bezeichnung Kommandant der Seeverteidigung Flandern aufgestellt und im Februar 1941 in Marineartilleriekommandeur (Marko) im Abschnitt Flandern umbenannt und dem Marinebefehlshaber Kanalküste unterstellt. Nach dem Unfalltod des einzigen Seekommandanten/Marineartilleriekommandeurs Kapitän zur See Wolfgang Loeper im September 1941 wurde die Führung durch den Marko Pas de Calais übernommen und die Dienststellen faktisch vereint. Nach der Auflösung der Dienststelle Marko Pas de Calais im Juli 1942 wurden die Abteilungen direkt der neu eingerichteten Dienststelle Kommandant der Seeverteidigung Pas de Calais unterstellt.
Unterstellte Dienststellen:
- Marineartillerieabteilung 204 (Ostende)
- Marineartillerieabteilung 244 (Calais)

Seekommandant/Marineartilleriekommandeur
- Kapitän zur See Wolff-Ehrenreich von Arnswaldt, von der Aufstellung bis Februar 1941
- Kapitän zur See Wolfgang Loeper, Februar – September 1941 (†)

#### Marineartilleriekommandeur Normandie
Die Dienststelle wurde im Juli 1940 mit der Bezeichnung Kommandant der Seeverteidigung Cherbourg/Normandie aufgestellt und dem Marinebefehlshaber Nordfrankreich unterstellt. Sie wurde im Februar 1941 in Marineartilleriekommandeur (Marko) Normandie umbenannt. Im Dezember 1941 wurde die Dienststelle aufgelöst, und die unterstellten Kräfte kamen unter die direkte Führung des Seekommandanten Normandie.
- Marineartillerieabteilung 260 (Cherbourg) mit Batterie von Crisbecq
- Marineartillerieabteilung 608 (Cherbourg, später Saint-Malo)
- Marineartillerieabteilung 604 im Oktober 1941 aus den Niederlanden verlegt, ab Juli 1942 zum Seekommandanten Kanalinseln

Seekommandanten/Marineartilleriekommandeure
- Kapitän zur See Werner Stichling, Juni – Juli 1940
- Korvettenkapitän Joachim Asmus, August – Dezember 1940
- Kapitän zur See Max Fink, Dezember 1940 – Dezember 1941 (Februar – Dezember 1941 Seekommandant Cherbourg)

#### Marineartilleriekommandeur Pas de Calais
Die Dienststelle wurde im Juli 1940 unter der Bezeichnung Kommandant der Seeverteidigung Pas de Calais aufgestellt und dem Marinebefehlshaber Kanalküste unterstellt. Sie ging aus dem im Mai 1940 in Wilhelmshaven aufgestellten Marineartillerieregiment 24 hervor, nachdem es zuvor über die Niederlande und Belgien in den Raum Calais/Boulogne verlegt hatte. Im Juli 1940 wurde das Regiment aufgelöst und die unterstellten Abteilungen den Seekommandanten Pas de Calais und Flandern zugeteilt. Im Februar 1941 die Dienststelle in Marineartilleriekommandeur im Abschnitt Pas de Calais umbenannt und im Dezember 1941 dem neu aufgestellten Seekommandanten Pas de Calais unterstellt. Im Juli 1942 wurde die Dienststelle aufgelöst, und die unterstellten Kräfte kamen unter die direkte Führung des Seekommandanten.
Dem Seekommandanten bzw. Marineartilleriekommandeur Pas de Calais unterstanden folgende Kräfte:
- Marineartillerieabteilung 240 (Wimereux)
- Marineartillerieabteilung 242 (Sangatte/Cap Griz Nez)
- Marinebaubataillon 316
- Kriegsmarinedienststelle Dünkirchen, aufgelöst im Mai 1941
- Marineartilleriezeugamt Boulogne

Seekommandant/Marineartilleriekommandeur
- Kapitän zur See Julius Steinbach, zuvor Kommandeur Marineartillerieregiment 24, ab September 1941 zugleich Marko Flandern

#### Marineartilleriekommandeur Seine-Somme

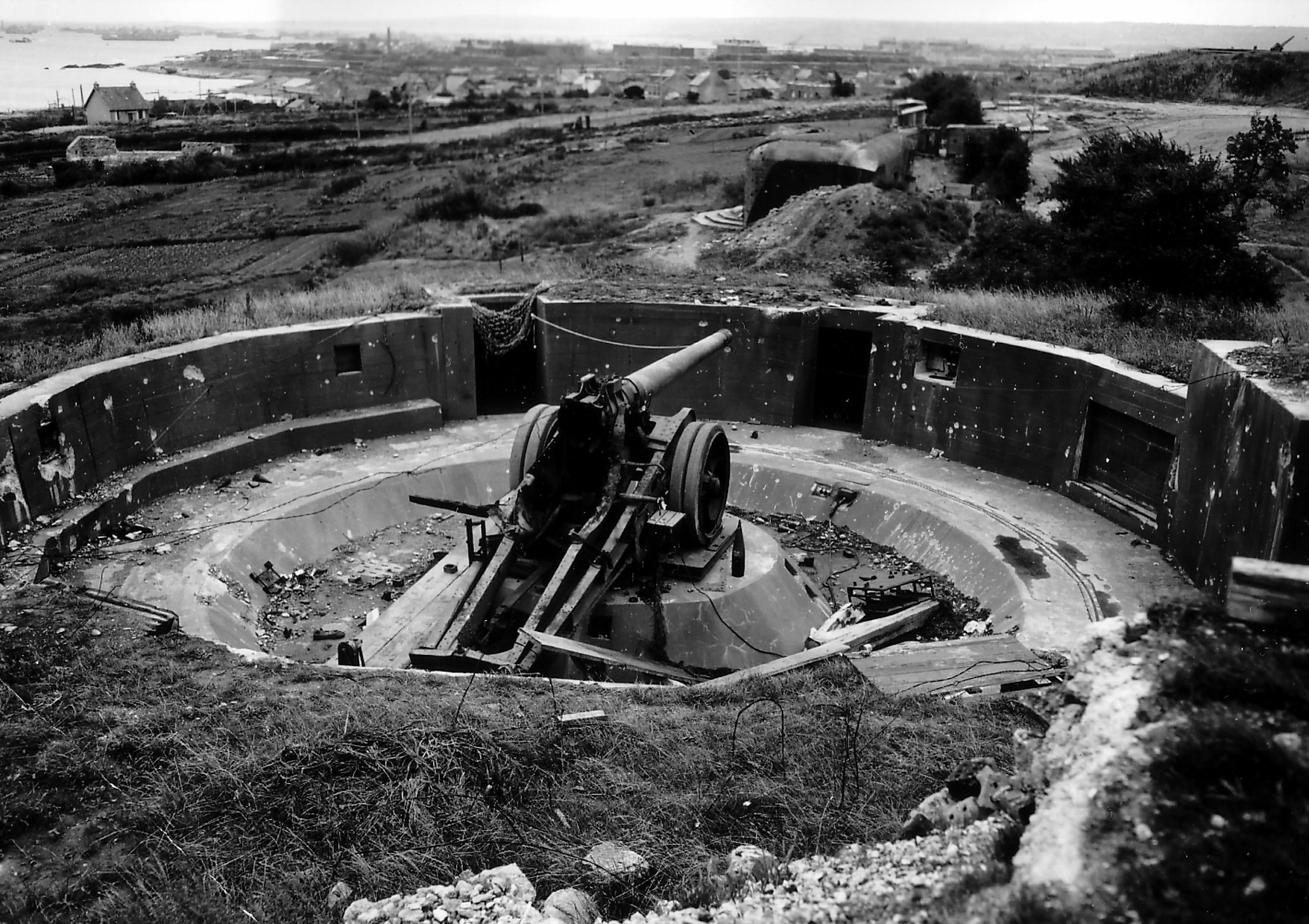
Deutsche Artilleriestellungen bei Cherbourg

Die Dienststelle wurde im Juli 1940 mit der Bezeichnung Kommandant der Seeverteidigung Seine-Somme aufgestellt und dem Marinebefehlshaber Kanalküste unterstellt. Sie wurde im Februar 1941 in Marineartilleriekommandeur Seine-Somme umbenannt. Im Dezember 1941 wurde die Dienststelle aufgelöst, und die unterstellten Kräfte der neu aufgestellten Dienststelle des Seekommandanten Seine-Somme direkt unterstellt.
Unterstellte Kräfte:
- Marineartillerieabteilung 266, aufgestellt Mai 1941

Seekommandanten/Marineartilleriekommandeure
- Korvettenkapitän Wolfgang Kähler, August – Oktober 1940
- Kapitän zur See Walter Mulsow, Oktober 1940 – November 1941

### Sonstige Dienststellen
- 2. Funkmessabteilung
- 20. Marinekraftfahrabteilung

## Marinebefehlshaber/Kommandierende Admirale
Folgende Offiziere hatten die Funktion des Marinebefehlshabers bzw. ab Januar 1943 Kommandierenden Admirals inne:
- Konteradmiral Friedrich-Wilhelm Fleischer, Juli 1940 – Februar 1941
- Admiral Hermann von Fischel, Februar 1941 – Mai 1943
- Vizeadmiral Friedrich Rieve, Mai 1943 – September 1944

## Chefs des Stabes
- Kapitän zur See Otto Fricke: von der Aufstellung bis April 1942
- Kapitän zur See Ernst Kopp: von April 1942 bis zur Auflösung der Dienststelle

## Weitere bekannte Personen
- Oberleutnant zur See Jens Matzen: vom 8. August 1940 bis 17. Februar 1941 Verwaltungsoffizier im Stab
- Konteradmiral (Ing.) Friedrich Hilbig, Direktor des Marineausrüstung- und Reparaturbetriebs (Maureb) Cherbourg, Juli 1941 – Dezember 1942
- Kapitänleutnant/Korvettenkapitän Armin Zimmermann, als 1. Führungsstabsoffizier im Stab Seekommandant Kanalinseln und zugleich Chef der 46. Minensuchflottille an der Planung des Handstreichs auf Granville beteiligt, später Generalinspekteur der Bundeswehr